# Nowy Młyn (Miastkowo)
Nowy Młyn – zniesiona nazwa miejscowości, dawniej osada młyńska i leśniczówka, później część wsi Miastkowo w Polsce położonej w woj. podlaskim, w pow. łomżyńskim, w gminie Miastkowo.
Nazwę zniesiono z 2005 r., teren pozostał we wsi Miastkowo. Miejscowość miała nadany identyfikator SIMC 0401800.
Na zdjęciu satelitarnym miejscowości (2020 r.) nie ma budynków, są mury ruin. 

## Historia
W latach 1921 – 1939 osada leżała w województwie białostockim, w powiecie łomżyńskim, w gminie Miastkowo.
Według Powszechnego Spisu Ludności z 1921 roku osadę zamieszkiwało 10 osób w 2 budynkach mieszkalnych. Miejscowość należała do parafii rzymskokatolickiej w Miastkowie. Podlegała pod Sąd Grodzki i Okręgowy w Łomży; właściwy urząd pocztowy mieścił się w m. Miastkowie.
W wyniku napaści ZSRR na Polskę we wrześniu 1939 miejscowość znalazła się pod okupacją sowiecką. Od czerwca 1941 roku pod okupacją niemiecką. Od 22 lipca 1941 do 1945 włączona w skład Landkreis Lomscha, Bezirk Bialystok III Rzeszy.
W latach 1975–1998 miejscowość administracyjnie należała do województwa łomżyńskiego.